# Lodovico Bianchini

Storia delle finanze del Regno delle Due Sicilie, 1971

Lodovico Bianchini (Napoli, 11 agosto 1803 – Napoli, 10 giugno 1871) è stato un economista, storico, politico e avvocato italiano.

## Biografia
Studente precoce e brillante (frequentò giurisprudenza all'Università di Napoli a soli 15 anni di età e a 18 anni era già avvocato) si dedicò agli studi di economia e di politica. Già nei suoi primi lavori (cura del Breve cenno della scienza del ben essere sociale del Cantalupo nel 1825 e i suoi Principii sul credito pubblico apparsi nel 1827 ma composti all'età di circa 20 anni) impostò la ricerca prevalentemente nell'ottica dell'analisi storica, più che della teoria economica. Nel dibattito sorto negli anni venti dell'800 sulle direzione che avrebbe dovuto perseguire l'economia del Regno delle Due Sicilie, se cioè prettamente industriale o anche industriale, Bianchini si fece paladino della tesi che dichiarava fosse necessario attuare delle riforme, sia pure nel senso di un moderato protezionismo, per favorire la nascita e lo sviluppo di industrie moderne e competitive.
Con l'ascesa al trono di Ferdinando II (1830), Bianchini venne assunto al ministero delle Finanze, retto da Giovanni D'Andrea, lavorando soprattutto per raggiungere il pareggio del bilancio. Nel 1833 divenne direttore della rivista Il Progresso delle scienze, delle lettere e delle arti, la prestigiosa rivista fondata da Giuseppe Ricciardi che nel settembre 1834 verrà arrestato per attività mazziniane. Negli anni trenta Bianchini intervenne nel dibattito in atto sull'industrializzazione delle Due Sicilie: a favore di una industria siderurgica e zuccheriera, contro l'istituzione di porti franchi a Nisida o altrove, ma soprattutto dando inizio alla pubblicazione della monumentale Storia delle finanze del Regno di Napoli.
L'autorità derivante dall'attività intellettuale e pubblicistica comportò per Bianchini l'assunzione di importanti incarichi pubblici. Nel 1837 fu nominato segretario degli Affari Interni presso il luogotenente di Sicilia, Onorato Caetani duca di Laurenzana. Ricoprì l'incarico per dieci anni durante i quali cercò di uniformare l'amministrazione della Sicilia a quella di Napoli secondo la politica centralista della dinastia borbonica. La Sicilia non era stata invasa dai Francesi in età napoleonica, periodo durante il quale era stata sempre retta da Ferdinando III con l'appoggio inglese. In Sicilia l'eversione della feudalità era stata fatta nel 1812 a vantaggio degli aristocratici (tutti i feudi trasformati in allodio!) Bianchini appoggiò le pretese dei baroni siciliani. Si dedicò comunque alla stesura, secondo lo schema della Storia delle finanze del Regno di Napoli, di una Storia economica civile della Sicilia il cui primo volume uscì nel 1841. Ai primi del 1848 fu comunque sorpreso dalla rivoluzione e il 22 gennaio 1848 riuscì a imbarcarsi, insieme con i familiari, per Napoli.
Il 23 novembre 1854 fu nominato direttore ad interim per il ministero dell'Interno, ossia ministro dell'interno, nel governo di Ferdinando Troya, succedendo a Salvatore Murena titolare anche del Ministero dei Lavori pubblici. In realtà Bianchini aspirava proprio a quest'ultimo ministero, alla guida del quale intendeva procedere alla modernizzazione delle Due Sicilie; invece i Lavori pubblici, come pure il Ministero delle Finanze vennero mantenute dal Murena. L'attività governativa del Bianchini, che aveva accettato l'incarico con l'intento di riformare e di liberalizzare il paese, fu abbastanza deludente. Rimosso Troya, nel 1859 ritornò alla prestigiosa cattedra di Commercio e di economia pubblica, già di Antonio Genovesi, all'Università di Napoli. Dopo l'unità d'Italia si dedicò alla stesura di una Storia di Napoli dal 1830; L'opera, in nove volumi manoscritti, si prolunga fino ai primi anni dell'unità italiana, ed è conservata nella Biblioteca Nazionale di Napoli.
Il figlio di Lodovico, Eduardo Bianchini, fu ufficiale di artiglieria, e cadde eroicamente durante la battaglia di Adua, meritando la medaglia d'oro al Valor Militare.

## Opere
- Lodovico Bianchini, Principii del credito pubblico. Saggio dell'avvocato Lodovico Bianchini, Napoli: Tipografia nella Pietà de' Turchini, 1827
- Lodovico Bianchini, Dell'influenza della pubblica amministrazione sulle industrie nazionali, e sulla circolazione delle ricchezze riflessioni dell'avvocato Lodovico Bianchini, Napoli: dalla tipografia di Angelo Trani, 1828
- Lodovico Bianchini, De reati che nuocciono alle industrie alla circolazione delle ricchezze ed al cambio delle produzioni, Napoli: Tip. nella Pietà de Turchini, 1830
- Lodovico Bianchini, Della storia delle finanze del Regno di Napoli : libri sette, Vol. I, Palermo: dalla Stamperia di Francesco Lao, 1839 (Google libri, on-line) (ristampa anastatica: Sala Bolognese: A. Forni, 1983)
- Lodovico Bianchini, Della storia economico-civile di Sicilia : libri due del cav. Lodovico Bianchini da far seguito alla storia delle finanze di Napoli del medesimo autore, 2 voll., Napoli: dalla Stamperia Reale; poi Palermo: dalla Stamperia di Francesco Lao, 1841
- Lodovico Bianchini, Della scienza del ben vivere sociale e della economia degli stati : parte storica e di preliminari dottrine, Palermo: Dalla stamperia di Francesco Lao, 1845 (Google libri, on-line)
- Lodovico Bianchini, Della riforma doganale della Gran Bretagna dal 1842 al 1846 : monografia di Lodovico Bianchini, Palermo: Tip. di F. Lao, 1846 (Google libri, on-line)
- Lodovico Bianchini, Principi della scienza del ben vivere sociale e della economia pubblica e degli stati, Napoli: dalla stamperia reale, 1855 (Google libri, on-line)
- Lodovico Bianchini, L'amministrazione finanziaria nel Regno delle due Sicilie nell'ultima epoca borbonica, a cura del prof. Giovanni Raffiotta, Padova: Cedam, 1995 (Riproduzione in facsimile dell'edizione: Padova, Cedam, 1960), ISBN 88-13-19589-3
- Lodovico Bianchini, Storia delle finanze del Regno delle Due Sicilie, Napoli, Edizioni scientifiche italiane, 1971. URL consultato il 30 giugno 2015.
- Lodovico Bianchini, Nove anni del Regno d'Italia, edizione critica a cura di Assunta Esposito, Padova: CEDAM, 1996, ISBN 88-13-19475-7